# Цю Хунмэй
Цю Хунмэ́й (кит. упр. 邱红梅, пиньинь Qiū Hóngméi, род.2 марта 1983 года) — китайская тяжелоатлетка.

## Карьера
Двукратная чемпионка мира. Обладательница действующего рекорда мира в толчке (до 58 кг, женщины) — 141 кг.